# Kigali International Peace Marathon

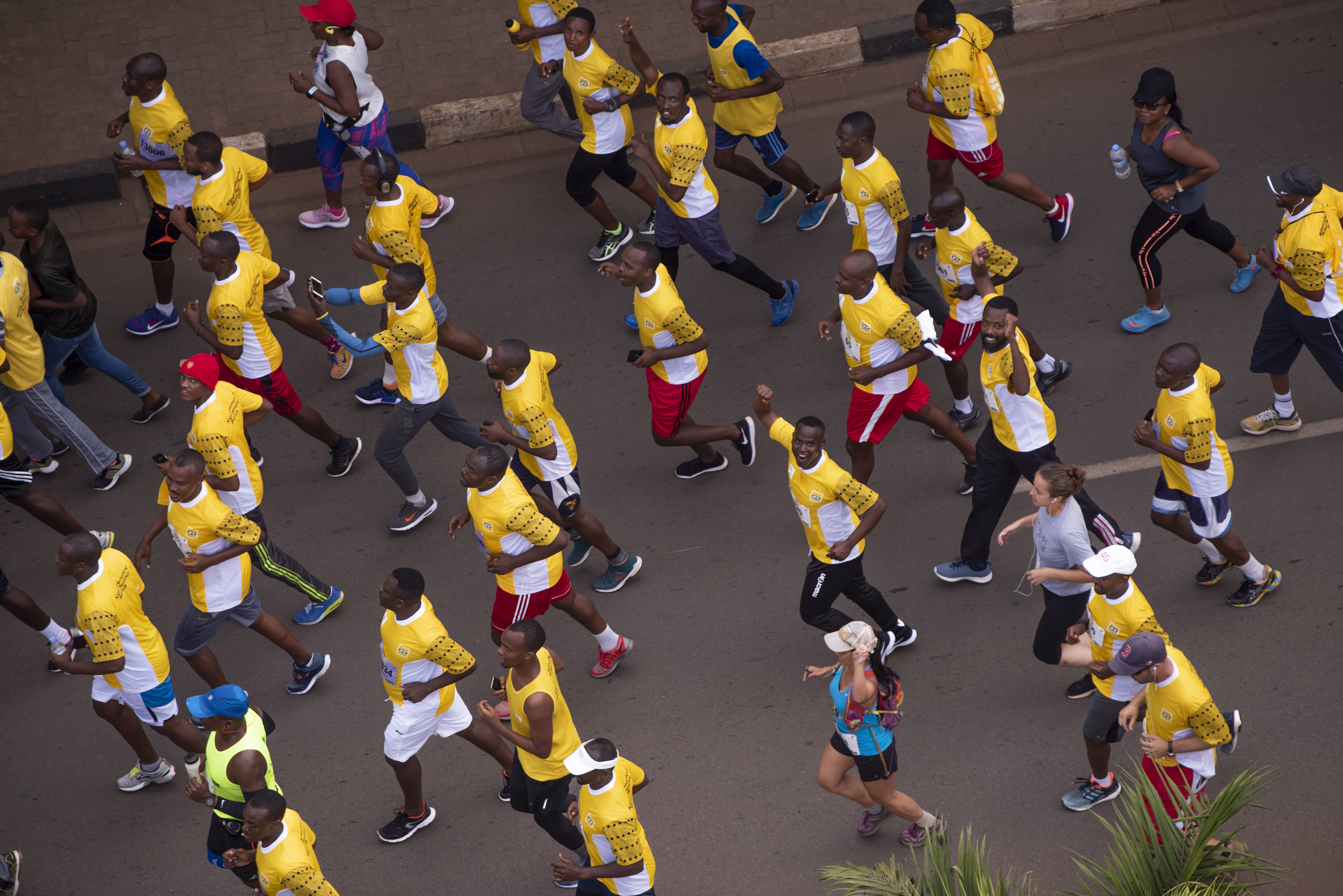
Luftbild von Teilnehmern am Kigali International Peace Marathon

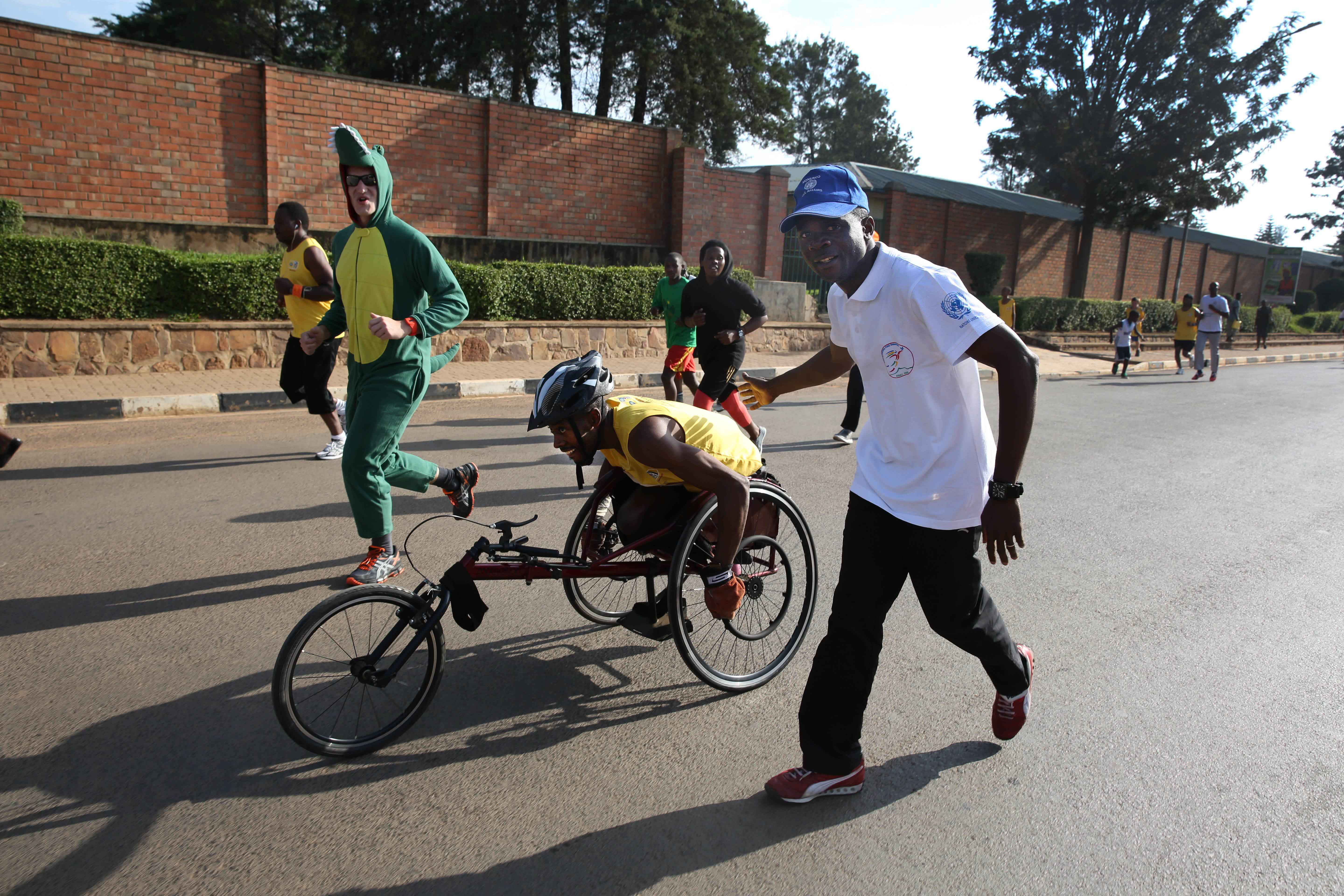
Teilnehmer am Run for Fun (2015)

Der Kigali International Peace Marathon (KIPM) ist ein jährlich im Mai oder Juni in der ruandischen Hauptstadt Kigali stattfindender Marathonlauf.

## Geschichte und Organisation
Der erste Kigali International Peace Marathon fand am 15. Mai 2005 statt. Der Marathon symbolisiert Ruandas Widerstandskraft und Erneuerung nach dem Völkermord an den Tutsi im Jahr 1994 und wird von der Rwanda Athletics Federation (RAF) in Zusammenarbeit mit dem Sportministerium organisiert.
2020 wurde der Termin wegen der COVID-19-Pandemie zunächst mehrfach verschoben und schließlich ganz abgesagt.
Für die World Athletics Label Road Races 2024 wurde der KIPM als Elite Label Race eingestuft. Bei der am 9. Juni 2024 stattgefundenen 19. Ausgabe des Straßenlaufs nahmen 10.183 Athleten aus 35 Ländern teil.
Neben einem Marathon und Halbmarathon kann auch an einem Run for Fun mit einer Strecke von fünf Kilometern und einem Nachtlauf teilgenommen werden.

## Statistik

### Streckenrekorde
- Marathon[5]
  - Männer: 2:14:56 h, Paul Kosjei Kibet  Kenia, 2012
  - Frauen: 2:33:27 h, Joan Kipyatich  Kenia, 2024
- Halbmarathon[5]
  - Männer: 01:01:41 h, Silah Kipkemboi Limo  Kenia, 2013
  - Frauen: 01:09:07 h, Hillary Kiptod  Kenia, 2011

### Siegerlisten und Teilnehmerzahlen

#### Marathon
| Nr. | Datum         | Männer                         | Männer                         | Männer                         | Männer                         | Frauen                         | Frauen                         | Frauen                         | Frauen                         | Belege               |
| Nr. | Datum         | Sieger                         | Nation                         | Zeit                           | Finisher                       | Sieger                         | Nation                         | Zeit                           | Finisher                       | Belege               |
| --- | ------------- | ------------------------------ | ------------------------------ | ------------------------------ | ------------------------------ | ------------------------------ | ------------------------------ | ------------------------------ | ------------------------------ | -------------------- |
| 1   | 15. Mai 2005  | Joseph Nsubuga                 | Uganda                         | 2:28:23                        |                                | Margaret Nakindu               | Uganda                         | 3:18:06                        |                                | [ 1 ]                |
| 2   | 14. Mai 2006  | Benjamin Bitok                 | Kenia                          | 2:22:33                        |                                | Kibet Tabita                   | Kenia                          | 2:57:27                        |                                | [ 6 ]                |
| 3   | 13. Mai 2007  |                                |                                |                                |                                |                                |                                |                                |                                | [ 7 ]                |
| 4   | 11. Mai 2008  | Jacob Kendagor                 | Kenia                          | 2:18:06                        | 92                             | Risper Kimaiyo                 | Kenia                          | 2:55:22                        | 20                             | [ 8 ]                |
| 5   | 24. Mai 2009  | Benjamin Kipkosgei Tabut       | Kenia                          | 2:21:38                        | 123                            | Banuelia Brighton              | Tansania                       | 2:47:49                        | 17                             | [ 9 ]                |
| 6   | 23. Mai 2010  | Peter Limo                     | Kenia                          | 2:19:44                        | 103                            | Divina Jepkoi                  | Kenia                          | 2:46:53                        | 25                             | [ 10 ]               |
| 7   | 22. Mai 2011  | Felix Ilpcitirochir Kambie     | Kenia                          | 2:17:04                        | 78                             | Beatrice J Rutto               | Kenia                          | 2:51:45                        | 20                             | [ 11 ]               |
| 8   | 27. Mai 2012  | Paul Kosjei Kibet              | Kenia                          | 2:14:56                        | 81                             | Lilian Chelimo                 | Kenia                          | 2:48:17                        | 20                             | [ 12 ]               |
| 9   | 19. Mai 2013  | Barnabas Kipyego               | Kenia                          |                                | 97                             | Tigist Teshome Ayamu           | Äthiopien                      |                                | 22                             | [ 13 ]               |
| 10  | 18. Mai 2014  | Biwot Kipkorir                 | Kenia                          | 2:17:55                        | 98                             | Sally Jemutai Kimaiyo          | Kenia                          | 2:44:02                        | 13                             | [ 14 ]               |
| 11  | 24. Mai 2015  | Kemboi Omullo Ezekial          | Kenia                          | 2:18:15                        | 98                             | Toroitich Peris Jerotich       | Kenia                          | 2:47:22                        | 20                             | [ 15 ]               |
| 12  | 22. Mai 2016  | James Cheritich Tallam         | Kenia                          | 2:19:03                        | 93                             | E Jeruiyot Chemweno            | Kenia                          | 2:38:20                        | 18                             | [ 16 ]               |
| 13  | 21. Mai 2017  | Gilbert Kipleting Chumba       | Kenia                          | 2:19:49                        | 79                             | Beatrice Jepkorir Rutto        | Kenia                          | 2:46:38                        | 16                             | [ 17 ]               |
| 14  | 20. Mai 2018  | Elkana Kibet Yego              | Kenia                          | 2:23:42                        | 93                             | Beatrice Jepkorir Rutto        | Kenia                          | 2:54:01                        | 10                             | [ 18 ]               |
| 15  | 16. Juni 2019 | Philip Kiplimo                 | Uganda                         | 2:20:21                        | 84                             | Jepchirchir Korir              | Kenia                          | 2:41:28                        | 20                             | [ 19 ]               |
|     | 2020          | Absage wegen COVID-19-Pandemie | Absage wegen COVID-19-Pandemie | Absage wegen COVID-19-Pandemie | Absage wegen COVID-19-Pandemie | Absage wegen COVID-19-Pandemie | Absage wegen COVID-19-Pandemie | Absage wegen COVID-19-Pandemie | Absage wegen COVID-19-Pandemie | [ 3 ]                |
| 16  | 20. Juni 2021 | Derseh Kindie                  | Äthiopien                      | 2:23:29                        |                                | Cheruto Isgah                  | Kenia                          | 2:51:43                        |                                | [ 20 ]               |
| 17  | 29. Mai 2022  | Wilfred Kirwa Kigen            | Kenia                          | 2:16:36                        | 58                             | Margaret Agai                  | Kenia                          | 2:35:25                        | 15                             | [ 21 ] [ 22 ]        |
| 18  | 11. Juni 2023 | George Nyamori Onyancha        | Kenia                          | 2:17:41                        |                                | Muluhabt Tsega                 | Äthiopien                      | 2:35:17                        |                                | [ 23 ] [ 24 ] [ 25 ] |
| 19  | 9. Juni 2024  | Laban Kipngetich Korir         | Kenia                          | 2:16:06                        | 57                             | Joan Kipyatich                 | Kenia                          | 2:33:27                        | 23                             | [ 2 ] [ 26 ] [ 27 ]  |
| 20  | 8. Juni 2025  | Korir Laban Kipngetich         | Kenia                          | 2:18:26                        | 104                            | Teresiah Kwamboka Omosa        | Kenia                          | 2:37:12                        | 18                             | [ 28 ]               |

#### Halbmarathon
| Nr. | Datum         | Männer                         | Männer                         | Männer                         | Männer                         | Frauen                         | Frauen                         | Frauen                         | Frauen   | Belege               |
| Nr. | Datum         | Sieger                         | Nation                         | Zeit                           | Finisher                       | Sieger                         | Nation                         | Zeit                           | Finisher | Belege               |
| --- | ------------- | ------------------------------ | ------------------------------ | ------------------------------ | ------------------------------ | ------------------------------ | ------------------------------ | ------------------------------ | -------- | -------------------- |
| 1   | 15. Mai 2005  | Sammy Kosgei                   | Uganda                         | 1:07:42                        |                                | Pelagie Musengimana            | Ruanda                         | 1:20:50                        |          | [ 1 ]                |
| 2   | 14. Mai 2006  |                                |                                |                                |                                |                                |                                |                                |          | [ 29 ]               |
| 3   | 13. Mai 2007  | Dickson Marwa                  | Tansania                       | 1:04:58                        | 662                            | Josephine Deemay               | Tansania                       | 1:17:50                        | 89       | [ 7 ]                |
| 4   | 11. Mai 2008  | Martin Sulle                   | Tansania                       | 1:04:21                        | 394                            | Angeline Nsabimana             | Ruanda                         | 1:16:16                        | 75       | [ 8 ]                |
| 5   | 24. Mai 2009  | James Meli                     | Kenia                          | 1:03:52                        | 424                            | Sarah Ramadhani                | Tansania                       | 1:16:55                        | 42       | [ 9 ]                |
| 6   | 23. Mai 2010  | Philemon Yator                 | Kenia                          | 1:04:07                        | 279                            | Hellen Jemutai                 | Kenia                          | 1:16:23                        | 48       | [ 10 ]               |
| 7   | 22. Mai 2011  | Francis Bowen                  | Kenia                          | 1:04:36                        | 301                            | Hillary Kiptod                 | Kenia                          | 1:09:07                        | 46       | [ 11 ]               |
| 8   | 27. Mai 2012  | Luban Kipkembui Mutai          | Kenia                          | 1:03:07                        | 210                            | Pamela Chesopich Lisoreng      | Kenia                          | 1:13:00                        | 62       | [ 12 ]               |
| 9   | 19. Mai 2013  | Silah Kipkemboi Limo           | Kenia                          | 1:01:41                        | 251                            | Kales Eunice Cheyech           | Kenia                          | 1:12:56                        | 74       | [ 13 ]               |
| 10  | 18. Mai 2014  | Silah Kipkemboi Limo           | Kenia                          | 1:03:20                        | 306                            | Natalia Elisante               | Tansania                       | 1:16:42                        | 94       | [ 14 ]               |
| 11  | 24. Mai 2015  | Biwot Wycliffie Kipkorir       | Kenia                          | 1:04:40                        | 549                            | Gladys Jerotich Kipkemoi       | Kenia                          | 1:12:39                        | 117      | [ 15 ]               |
| 12  | 22. Mai 2016  | Benson Kipruto                 | Kenia                          | 1:04:13                        | 703                            | Anges Jeruto                   | Kenia                          | 1:13:31                        | 113      | [ 30 ]               |
| 13  | 21. Mai 2017  | Bartile Kiptoo Kipkoech        | Kenia                          | 1:04:25                        | 806                            | Salome Nyirarukundo            | Ruanda                         | 1:15:28                        | 102      | [ 31 ]               |
| 14  | 20. Mai 2018  | Noel Hitimana                  | Ruanda                         | 1:16:16                        | 879                            | Salome Nyirarukundo            | Ruanda                         | 1:28:53                        | 173      | [ 32 ]               |
| 15  | 16. Juni 2019 | Kiminine Shadrack              | Kenia                          | 1:04:36                        | 428                            | Celstine Chepchirchir          | Kenia                          | 1:14:44                        | 106      | [ 33 ]               |
|     | 2020          | Absage wegen COVID-19-Pandemie | Absage wegen COVID-19-Pandemie | Absage wegen COVID-19-Pandemie | Absage wegen COVID-19-Pandemie | Absage wegen COVID-19-Pandemie | Absage wegen COVID-19-Pandemie | Absage wegen COVID-19-Pandemie |          | [ 3 ]                |
| 16  | 20. Juni 2021 | Yves Nimubona                  | Ruanda                         | 1:03:38                        |                                | Marthe Yankurije               | Ruanda                         | 1:15:07                        |          | [ 34 ]               |
| 17  | 29. Mai 2022  | Shadrack Korir                 | Kenia                          | 1:04:34                        | 401                            | Yvette Umutoniwase             | Ruanda                         | 1:14:12                        | 69       | [ 35 ] [ 22 ]        |
| 18  | 11. Juni 2023 | Kennedy Kipyeko                | Kenia                          | 1:03:52                        |                                | Winfridah Moraa Moseti         | Kenia                          | 1:12:40                        |          | [ 36 ] [ 37 ] [ 38 ] |
| 19  | 9. Juni 2024  | Francis Kipkorir Langat        | Kenia                          | 1:04:05                        | 746                            | Winfridah Moraa Moseti         | Kenia                          | 1:12:50                        | 203      | [ 27 ] [ 2 ] [ 39 ]  |
| 20  | 8. Juni 2025  | Derrick Chege Njoroge          | Kenia                          | 1:05:23                        | 727                            | Florence Niyonkuru             | Ruanda                         | 1:13:57                        | 232      | [ 28 ]               |